# Kościół św. Jakuba Apostoła w Stanowiskach
Kościół parafialny pw. św. Jakuba Apostoła – rzymskokatolicki kościół parafialny zlokalizowany we wsi Stanowiska w powiecie włoszczowskim (województwo świętokrzyskie). Funkcjonuje przy nim parafia św. Jakuba.

## Historia i architektura
Parafia we wsi powstała najprawdopodobniej na przełomie XV i XVI wieku, należała kiedyś do archidiakonatu kurzelowskiego. Według Liber beneficiorum Jana Łaskiego w Stanowiskach znajdował się kościół parafialny murowany z kamienia, pod wezwaniem Św. Jakuba z nadania dziedziców ze Stanowisk i Silnicy Dużej; do kościoła na mocy odwiecznego zwyczaju parafialnego należało według Łaskiego siedem wsi – Stanowiska, Wola Bobrownicka, Bobrowniki, Mrowina, Dobromierz, drugi Dobromierz oraz Wola Łapczyna. Obecny kościół został odrestaurowany w 1800 r. przez Michała Czaplickiego, sędziego ziemi chęcińskiej, dziedzica dóbr w Łapczynej Woli i Mrowinie; mówi o tym łaciński napis nad głównym drzwiami kościoła. Pod kościołem znajdują się groby rodziny Czaplickich: Jakuba, syna Michała, jego żony oraz Leopolda i jego żony Florentyny z Kamockich, a także dwóch księży, najprawdopodobniej proboszczów. Wejście do krypty obecnie jest zamurowane. W kościele parafialnym m.in. ciekawa nastawa nad tabernakulum – pelikan karmiący krwią swoje pisklęta. W kościele znajdują się 8-głosowe romantyczne organy wybudowane przez Stanisława Jagodzińskiego z Garbatki.

## Galeria

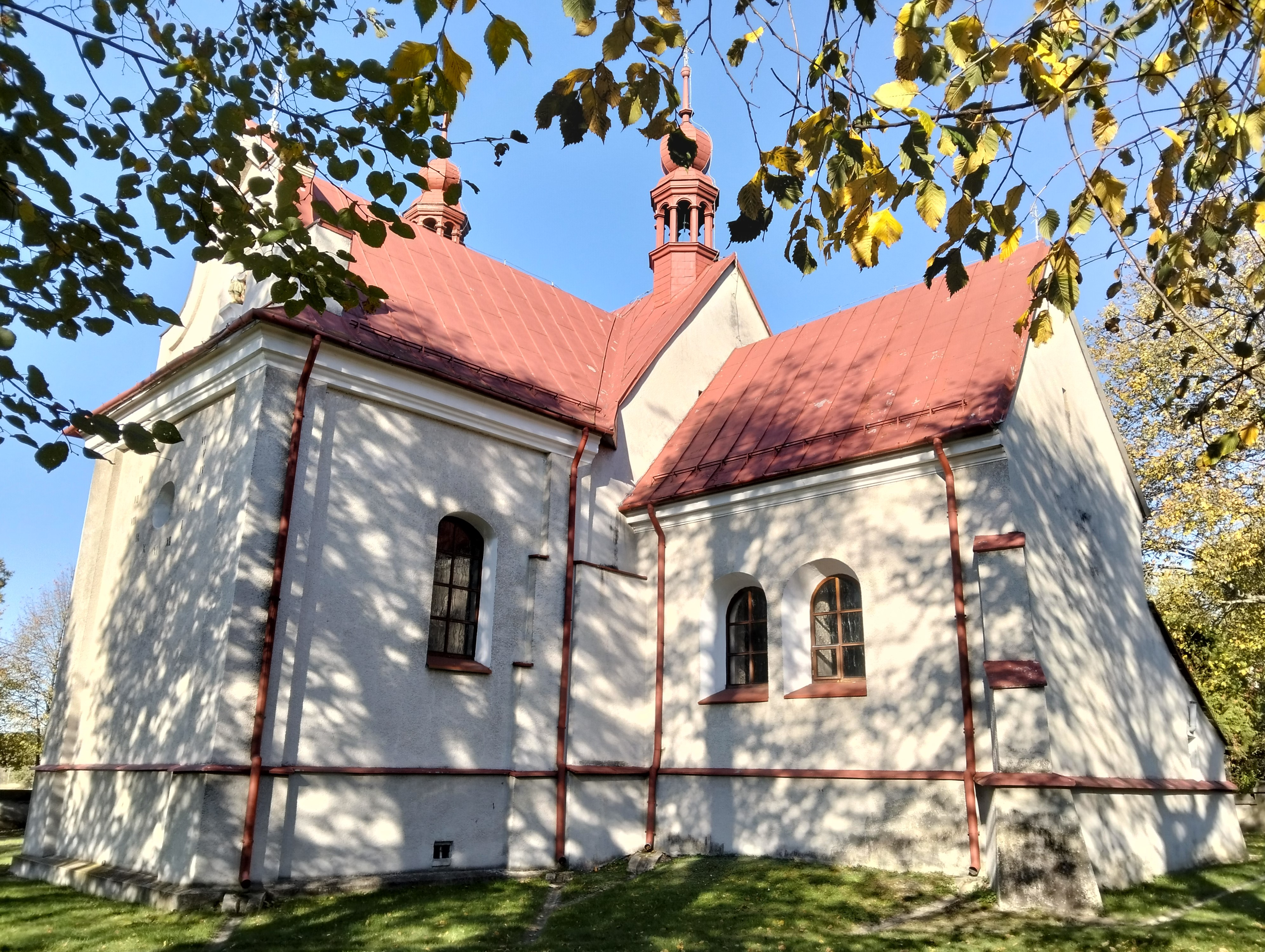
Widok od strony prezbiterium
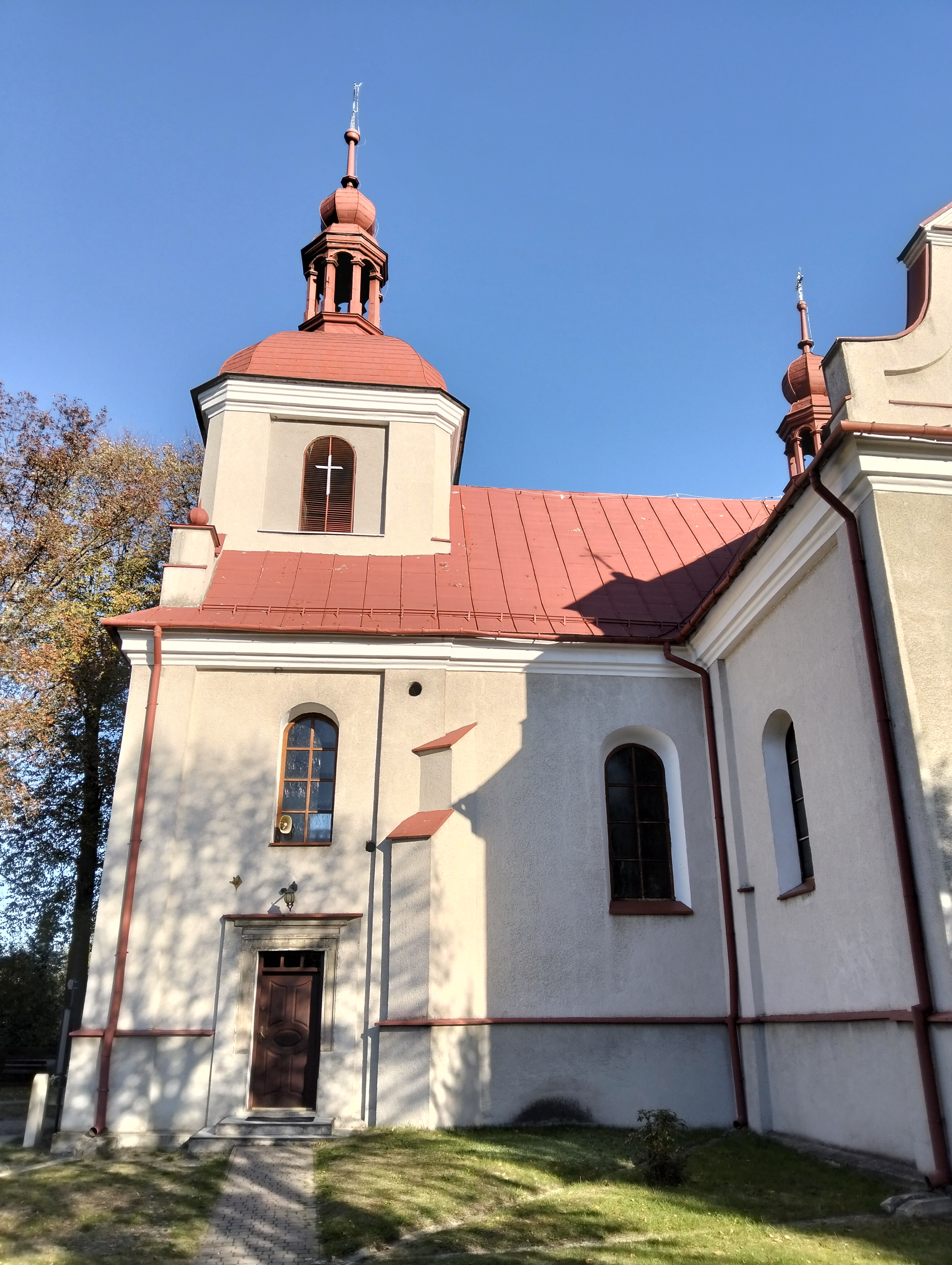
Korpus wieży
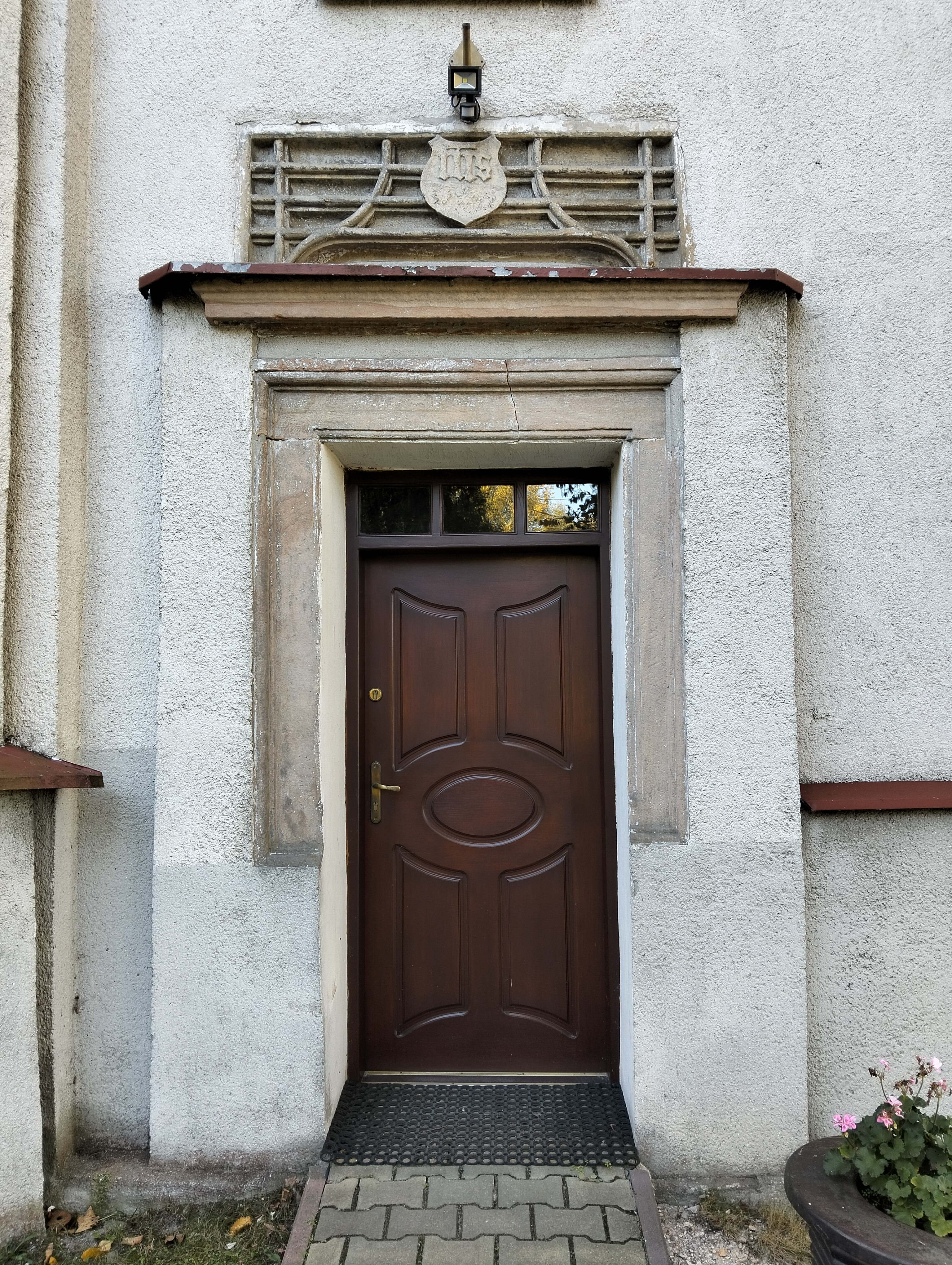
Portal